# Nicolas Amato
Pour les articles homonymes, voir Amato (homonymie).
Nicolas Amato est un acteur français, né le 6 juillet 1893 à Marseille et mort le 15 avril 1976 dans le 12e arrondissement de Paris (France).

## Biographie

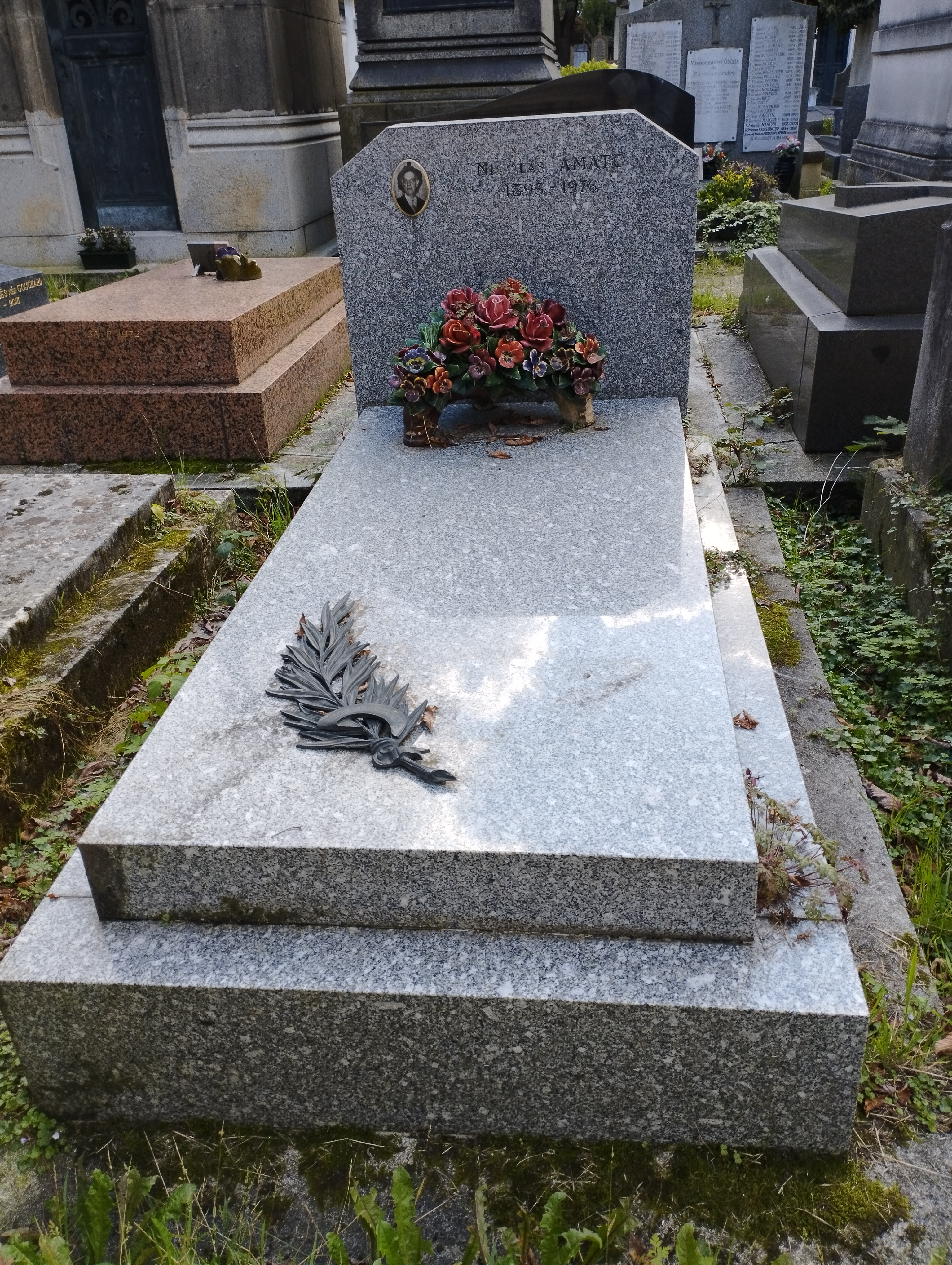
Tombe de Nicolas Amato au cimetière de Montmartre (division 26).

Il est inhumé au cimetière de Montmartre (division 26, ligne 2 Nord, tombe 19 depuis le chemin Troyon).

## Filmographie

### Cinéma
- 1929 : Au pays de Ramona de Nicolas Evreinov - chanson filmée -
- 1929 : Étincelles de music-hall de Nicolas Evreinov - chanson filmée -
- 1933 : Les Surprises du sleeping ou "Couchette numéro 3" de Karl Anton
- 1935 : Debout là-dedans ! d'Henry Wulschleger
- 1935 : Dora Nelson de René Guissart : Le régisseur
- 1935 : Trois jours de perm' de Georges Monca et Maurice Kéroul
- 1936 : Josette de Christian-Jaque : Le chanteur des rues
- 1936 : La Guerre des gosses de Jacques Daroy : Un paysan
- 1936 : Aux jardins de Murcie de Max Joly et Marcel Gras
- 1936 : L'Argent de Pierre Billon
- 1937 : Le Roman de Renard de Ladislas Starevitch : Chat (voix)
- 1937 : La Bataille silencieuse de Pierre Billon : Le douanier serbe
- 1937 : Ces dames aux chapeaux verts de Maurice Cloche
- 1937 : La Tour de Nesle de Gaston Roudès : Orsini
- 1937 : Les Amours de la belle Ferronnière (François Ier) de Christian-Jaque : Bayard
- 1937 : L'Innocent de Maurice Cammage
- 1939 : L'Esclave blanche de Marc Sorkin : Un voyageur
- 1939 : Le Veau gras de Serge de Poligny
- 1939 : La Règle du jeu de Jean Renoir : L'invité espagnol (non crédité)
- 1939 : Ils étaient neuf célibataires de Sacha Guitry : Le patron du Melon d'Espagne
- 1940 : Après Mein Kampf, mes crimes de Alexandre Ryder : Le sous-lieutenant
- 1940 : L'Homme qui cherche la vérité de Alexandre Esway : Le maître d'hôtel
- 1940 : Le Café du port de Jean Choux
- 1940 : Paradis perdu de Abel Gance : Le chanteur du 14 juillet (non crédité)
- 1940 : Moulin rouge de André Hugon : Le complice de Colorado
- 1941 : L'Acrobate de Jean Boyer
- 1942 : Simplet de Fernandel : Le sculpteur
- 1942 : Promesse à l'inconnue de André Berthomieu : Le chef de gare
- 1942 : Feu sacré de Maurice Cloche: Le professeur d'art dramatique
- 1943 : Le soleil a toujours raison de Pierre Billon
- 1943 : Après l'orage de Pierre-Jean Ducis
- 1943 : Untel Père et Fils de Julien Duvivier (non crédité)
- 1944 : Le Carrefour des enfants perdus de Léo Joannon : Le cafetier de Marseille (non crédité)
- 1944 : Mademoiselle X de Pierre Billon
- 1945 : Au pays des cigales de Maurice Cam
- 1945 : Falbalas de Jacques Becker : Antoine (non crédité)
- 1945 : La Fille aux yeux gris de Jean Faurez
- 1945 : Histoires de femmes de Jean Stelli
- 1946 : Tant que je vivrai de Jacques de Baroncelli
- 1946 : La Tentation de Barbizon de Jean Stelli
- 1946 : Fille du diable de Henri Decoin : Le brigadier
- 1946 : Messieurs Ludovic de Jean-Paul Le Chanois : Le cuisinier
- 1946 : Mensonges de Jean Stelli
- 1946 : Les Aventures de Casanova de Jean Boyer
- 1946 : Désarroi ou Odette de Robert-Paul Dagan
- 1946 : L'assassin était trop familier de Raymond Leboursier - moyen métrage -
- 1946 : On demande un ménage de Maurice Cam
- 1947 : Miroir de Raymond Lamy
- 1947 : Le Secret du Florida de Jacques Houssin : Le contrebandier
- 1947 : Le destin s'amuse ou "Coup de maître" d'Emil-Edwin Reinert : Un gendarme
- 1947 : Pour une nuit d'amour de Edmond T. Gréville : Le notaire
- 1947 : Antoine et Antoinette de Jacques Becker : Un client (non crédité)
- 1947 : Erreur judiciaire de Maurice de Canonge
- 1947 : Et dix de der de Robert Hennion
- 1947 : Mademoiselle s'amuse de Jean Boyer
- 1948 : La Belle Meunière de Marcel Pagnol
- 1948 : La Renégate de Jacques Séverac: Le docteur
- 1948 : Les souvenirs ne sont pas à vendre de Robert Hennion
- 1948 : Tous les deux de Louis Cuny
- 1948 : La Trace de Max Joly - court métrage -
- 1949 : Au revoir monsieur Grock de Pierre Billon
- 1949 : Mon ami Sainfoin de Marc-Gilbert Sauvajon
- 1949 : Le Roi Pandore de André Berthomieu : Un huissier
- 1949 : L'Atomique Monsieur Placido de Robert Hennion : Le régisseur
- 1949 : Scandale aux Champs-Élysées de Roger Blanc : Le maître d'hôtel
- 1949 : La Bataille du feu ou Les Joyeux conscrits de Maurice de Canonge : Un paysan
- 1949 : Docteur Laennec de Maurice Cloche
- 1949 : L'Inconnue n°13 de Jean-Paul Paulin  : Le garçon de café
- 1949 : Le Cœur sur la main de André Berthomieu
- 1949 : Vient de paraître de Jacques Houssin : Le maître d'hôtel
- 1949 : Voyage à trois de Jean-Paul Paulin
- 1949 : Le Martyr de Bougival de Jean Loubignac : Le brigadier
- 1949 : La Voyageuse inattendue de Jean Stelli
- 1950 : Rome-Express de Christian Stengel
- 1950 : Nous irons à Paris de Jean Boyer : Un membre de la maréchaussée
- 1950 : Le 84 prend des vacances de Léo Joannon : Bourin
- 1950 : Justice est faite de André Cayatte(non crédité)
- 1950 : Les Aventuriers de l'air de René Jayet : Le chauffeur
- 1950 : Ils ont vingt ans de René Delacroix : Le serviteur
- 1950 : L'Homme de la Jamaïque de Maurice de Canonge : Le domestique de Lopez
- 1950 : Pigalle-Saint-Germain-des-Prés de André Berthomieu
- 1951 : Le Roi des camelots de André Berthomieu: Un locataire
- 1951 : Les Mémoires de la vache Yolande de Ernest Neubach  : L'avocat
- 1951 : Les Joyeux Pèlerins de Alfred Pasquali : L'employé de la douane
- 1951 : Les Deux Gamines de Maurice de Canonge : Le terrassier
- 1951 : Adhémar ou le Jouet de la fatalité de Fernandel : Le commissaire des jeux (non crédité)
- 1951 : Garou-Garou, le passe-muraille de Jean Boyer : Le premier agent (non crédité)
- 1951 : Le Garçon sauvage de Jean Delannoy
- 1951 : La Table-aux-crevés de Henri Verneuil : Le brigadier (non crédité)
- 1951 : Atoll K de Léo Joannon
- 1951 : La Poison de Sacha Guitry: Victor
- 1951 : Nous irons à Monte-Carlo de Jean Boyer
- 1952 : Jamais deux sans trois de André Berthomieu : Le garçon de salle
- 1952 : Éternel espoir de Max Joly
- 1952 : Le Fruit défendu de Henri Verneuil : Le patron du restaurant (non crédité)
- 1953 : Cent francs par seconde de Jean Boyer : Le directeur
- 1953 : Ma petite folie de Maurice Labro
- 1953 : La rafle est pour ce soir de Maurice Dekobra
- 1953 : C'est arrivé à Paris de Henri Lavorel et John Berry
- 1953 : La Route Napoléon de Jean Delannoy : Figuières
- 1954 : Le Défroqué de Léo Joannon : L'appariteur
- 1954 : Pas de souris dans le bizness de Henri Lepage
- 1954 : Le Vicomte de Bragelonne (Il Visconte di Bragelonne) de Fernando Cerchio
- 1955 : Escale à Orly de Jean Dréville : Un douanier
- 1955 : Quatre jours à Paris de André Berthomieu
- 1956 : Les Duraton de André Berthomieu : Le concierge du collège
- 1957 : L'Étrange Monsieur Steve de Raymond Bailly
- 1957 : Cinq millions comptant de André Berthomieu
- 1958 : Maigret tend un piège de Jean Delannoy: Standardiste (non crédité)
- 1958 : Le Désert de Pigalle  de Léo Joannon : Giuseppe
- 1958 : Prisons de femmes de Maurice Cloche : Un journaliste
- 1959 : Quai des illusions de Émile Couzinet
- 1960 : L'Homme à femmes de Jacques-Gérard Cornu : Le maître d'hôtel
- 1962 : C'est pas moi, c'est l'autre de Jean Boyer
- 1965 : Le Majordome de Jean Delannoy (non crédité)

### Télévision
- 1960 : Le Lien de Guy Lessertisseur
- 1960 : Le Paysan parvenu de René Lucot
- 1961 : Le Procès de Sainte-Thérèse de l'enfant Jésus de Guy Lessertisseur et Marc Maurette : Le protonotaire apostolique